# Idioma letón
La lengua letona (autoglotónimo latviešu valoda) es el idioma oficial de la República de Letonia. Esta lengua cuenta con alrededor de 1,9 millones de hablantes nativos en Letonia y unos 150 000 fuera del país.
El letón forma parte del subgrupo del este de las lenguas bálticas que a su vez pertenece a la familia de lenguas indoeuropeas. La única lengua viva que mantiene una relación cercana de parentesco con el letón es el idioma lituano. Sin embargo, aunque estén emparentadas, el vocabulario de ambas lenguas varía considerablemente, lo que provoca que sus hablantes no puedan entenderse entre sí. Ambas lenguas bálticas se consideran las más arcaicas lenguas indoeuropeas de las que se hablan hoy en día.
El letón es una lengua flexiva con varias formas analíticas, tres dialectos y con influencia sintáctica germana. Además, tiene dos géneros gramaticales. Al igual que el lituano, cada nombre se declina en siete casos: nominativo, genitivo, dativo, acusativo, instrumental, locativo y vocativo.

## Historia
El letón surge como una lengua específica durante el siglo xvi, habiendo evolucionado del latgaliano y habiendo asimilado poblaciones que hablaban curonio, semigaliano y selonio. Todas ellas pertenecían al grupo de lenguas bálticas. El grupo letón y el grupo lituano habrían empezado a divergir hacia el siglo xiii, y por esa razón el moderno letón y el moderno lituano no son mutuamente inteligibles, aunque conservan numerosas similitudes.
La muestra de letón escrito más antigua data de 1530. Es una traducción de himnos hecha por Nicholas Ramm.

## Fonología

### Consonantes
|                              | Labial | Dental/Alveolar | Postalveolar/Palatal | Velar |
| ---------------------------- | ------ | --------------- | -------------------- | ----- |
| Nasal                        | m      | n               | ɲ                    | [ŋ]   |
| Oclusiva                     | p b    | t d             | c ɟ                  | k ɡ   |
| Africada                     |        | t͡s d͡z           | t͡ʃ d͡ʒ                |       |
| Fricativa                    | f v    | s z             | ʃ ʒ                  | x     |
| Central aproximante/Vibrante |        | r               | j                    |       |
| Lateral aproximante          |        | l               | ʎ                    |       |

Las consonantes dobles son geminadas mamma [ˈmamːa]. Las oclusivas y fricativas son geminadas cuando ocurren entre vocales cortas upe [ˈupːe]. Lo mismo ocurre con zs (que es pronunciado /sː/), šs y žs (/ʃː/).

### Vocales
El letón tiene seis vocales, con distinción entre cortas y largas.
|         | Anterior | Anterior | Central | Central | Posterior | Posterior |
| corta   | larga    | corta    | larga   | corta   | larga     |           |
| ------- | -------- | -------- | ------- | ------- | --------- | --------- |
| Cerrada | i (i)    | ī (iː)   |         |         | u (u)     | ū (uː)    |
| Media   | e (ɛ)    | ē (ɛː)   |         |         | o (ɔ)     | o (ɔː)    |
| Abierta | (æ)      | (æː)     | a (a)   | ā (aː)  |           |           |

/ɔ ɔː/ y diptongos que las involucren además de /uɔ/ solo aparecen en extranjerismos.
El letón posee diez diptongos, de los que cuatro solo se encuentran en extranjerismos (/ai ui ɛi au iɛ uɔ iu (ɔi) ɛu (ɔu)/) o en nombres propios e interjecciones.

### Acento tonal
El acento cae casi siempre en la primera sílaba. Las vocales largas y diptongos tienen tonos sin importar la posición de la sílaba. Esto incluye los llamados «diptongos mixtos», compuestos de una vocal corta seguida de una sonorante.
Los tonos son de nivel (alto), descendente y roto.

## Gramática
El idioma letón es un idioma con una rica morfología.
Ejemplos de paradigmas de substantivos:
- Masculino de primera clase, draugs ‚amigo‘

|       | Singular  | Plural      |
| ----- | --------- | ----------- |
| Nom   | draugs    | draugi      |
| Gen   | drauga    | draugu      |
| Dat   | draugam   | draugiem    |
| Acu   | draugu    | draugus     |
| Instr | ar draugu | ar draugiem |
| Loc   | draugā    | draugos     |

- Masculino de segunda clase, brālis ‚hermano‘

|       | Singular | Plural     |
| ----- | -------- | ---------- |
| Nom   | brālis   | brāļi      |
| Gen   | brāļa    | brāļu      |
| Dat   | brālim   | brāļiem    |
| Acu   | brāli    | brāļus     |
| Instr | ar brāli | ar brāļiem |
| Loc   | brālī    | brāļos     |

- Masculino de tercera clase, tirgus ‚mercado‘

|       | Singular | Plural     |
| ----- | -------- | ---------- |
| Nom   | tirgus   | tirgi      |
| Gen   | tirgus   | tirgu      |
| Dat   | tirgum   | tirgiem    |
| Acu   | tirgu    | tirgus     |
| Instr | ar tirgu | ar tirgiem |
| Loc   | tirgū    | tirgos     |

- Masculino de cuarta clase, akmens ‚piedra‘

|       | Singular  | Plural      |
| ----- | --------- | ----------- |
| Nom   | akmens    | akmeņi      |
| Gen   | akmens    | akmeņu      |
| Dat   | akmenim   | akmeņiem    |
| Acu   | akmeni    | akmeņus     |
| Instr | ar akmeni | ar akmeņiem |
| Loc   | akmeni    | akmeņos     |

- Femenino de primera clase, osta ‚puerto‘

|       | Singular | Plural   |
| ----- | -------- | -------- |
| Nom   | osta     | ostas    |
| Gen   | ostas    | ostu     |
| Dat   | ostai    | ostām    |
| Acu   | ostu     | ostas    |
| Instr | ar ostu  | ar ostām |
| Loc   | ostā     | ostās    |

- Femenino de segunda clase, egle ‚abeto‘

|       | Singular | Plural   |
| ----- | -------- | -------- |
| Nom   | egle     | egles    |
| Gen   | egles    | egļu     |
| Dat   | eglei    | eglēm    |
| Acu   | egli     | egles    |
| Instr | ar egli  | ar eglēm |
| Loc   | eglē     | eglēs    |

- Femenino de tercera clase, sirds ‚corazón‘

|       | Singular | Plural    |
| ----- | -------- | --------- |
| Nom   | sirds    | sirdis    |
| Gen   | sirds    | siržu     |
| Dat   | sirdij   | sirdīm    |
| Acu   | sirdi    | sirdis    |
| Instr | ar sirdi | ar sirdīm |
| Loc   | sirdī    | sirdīs    |

- Femenino de cuarta clase, iepirkšanās ‚Compra‘

|       | Singular       | Plural |
| ----- | -------------- | ------ |
| Nom   | iepirkšanās    | —      |
| Gen   | iepirkšanās    | —      |
| Dat   | —              | —      |
| Acu   | iepirkšanos    | —      |
| Instr | ar iepirkšanos | —      |
| Loc   | —              | —      |

## Ortografía
Históricamente el letón se escribió usando un sistema basado en principios fonéticos del alemán. Al comienzo del siglo xx ese sistema fue sustituido por otro considerado más apropiado desde el punto de vista fonético, que utiliza una modificación del alfabeto latino con 33 letras. La ortografía letona se ha convertido en una de las que, usando el alfabeto latino, más fielmente reproducen la pronunciación de la lengua. 

Aa, Āā, Bb, Cc, Čč, Dd, Ee, Ēē, Ff, Gg, Ģģ, Hh, Ii, Īī, Jj, Kk, Ķķ, Ll, Ļļ, Mm, Nn, Ņņ, Oo, Pp, Rr, Ss, Šš, Tt, Uu, Ūū, Vv, Zz, Žž

El alfabeto letón carece de las letras q, w, x, y, pero usa letras modificadas por una serie de diacríticos: 
- un macrón sobre las vocales a, e, i, u, que marca las vocales largas (ā, ē, ī, ū e históricamente también ō);
- un carón sobre la c, la s y la z, que marca las consonantes palatalizadas (č, š, ž); y
- una coma bajo o sobre algunas consonantes marca una variedad «palatal» (ģ, ķ, ļ, ņ e históricamente también ŗ).

Ö sólo se usa en el dialecto letgaliano. No se usa en letón oficial desde los años 1940.
Los diptongos en letón ai, au, ei, ia, iu, ui, ua, oi se escriben ai, au, ei, ie, iu, ui, o, oj.
Cada fonema tiene su propia letra (con la excepción de dz y dž, y los dos sonidos escritos como e). El acento en la gran mayoría de los casos ocurre en la primera sílaba.

## Lengua y política

Porcentaje de familias de habla letona por municipios en 2011. En el este y en las ciudades importantes hay una notable cantidad de hablantes rusos

A lo largo de su historia Letonia ha tenido una relación conflictiva con Alemania, Suecia, Rusia y Polonia, siendo siempre un país multicultural. Durante la época soviética la política de «rusificación» influyó de forma considerable en la lengua letona. A lo largo de estos dos períodos, según algunas fuentes, unos 340 000 letones fueron deportados y perseguidos. Todo esto seguido de una inmigración masiva proveniente de otras repúblicas soviéticas tales como Rusia, Ucrania o Bielorrusia. La población de etnia letona que se redujo en Letonia fue del 80 % en 1935 al 52 % en 1989. La mayoría de los inmigrantes que se asentaron en Letonia no aprendieron letón. Hoy en día el letón es la lengua materna de aproximadamente el 60 % de la población del país, de la que en verdad no se sabe nada.
Tras el restablecimiento de la independencia en 1991 se introdujo una nueva política lingüística. Actualmente el objetivo fundamental es integrar a todos los ciudadanos con independencia de su conocimiento de la lengua oficial. Aun así, se mantiene una política para proteger las lenguas de las minorías. Algunos especialistas piensan que estos programas pueden contribuir al declive total del letón. Las minorías que reciben una enseñanza bilingüe con financiación pública son de comunidades rusas, judías, polacas, lituanas, ucranianas, bielorrusas y estonias, en cuyos colegios se enseña el letón como segunda lengua en los primeros años para incentivar la adquisición de una competencia en la lengua oficial y asegurar su integración social.
La Ley sobre la Lengua Nacional se adoptó el 9 de diciembre de 1999. Varias leyes reguladoras que hacen referencia a esta ley también se han adoptado. El seguimiento del cumplimiento de esta ley está en manos del Ministerio de Justicia Central Nacional de la Lengua.[cita requerida]